# Пам'ятник Августину Волошину (Ужгород)
Пам'ятник Августинові Волошину в Ужгороді — бронзова скульптура присвячена президенту Карпатської України Герою України Августинові Волошину. Монумент встановлений на набережній Незалежності над річкою Уж. Автори пам'ятника — скульптор Михайло Михайлюк та архітектор Петро Гайович. Урочисте відкриття статуї відбулося 22 серпня 2002 року. Композиційно пам'ятник — це повнозростова фігура Августина Волошина, що сидить, облаштована на кубовидному постаменті з полірованого граніту.